# Saint-Didier-en-Velay
Pour les articles homonymes, voir Saint-Didier.
Saint-Didier-en-Velay est une commune française située dans le département de la Haute-Loire, en région Auvergne-Rhône-Alpes. Elle porte ce nom depuis 1925 (loi du 5 avril 1925) à la suite de la création de la commune de la Séauve-sur-Semène dont le territoire s'est détaché de celui de Saint-Didier. Avant cette date, elle portait le nom de Saint-Didier-la-Séauve. Déjà en 1866, le territoire de Saint-Didier avait été amputé d'une partie de ses terres lors de la création de la commune de Pont-Salomon.
Ses habitants sont appelés les Désidériens, le nom venant du latin Desiderius (Didier).

## Géographie
Le village se situe depuis le XIIIe siècle au moins, dans le Velay. Il tire une partie de son nom de association au Velay, se trouvant en zone frontalière. Il est situé à une moyenne de 850 mètres d'altitude.

### Localisation
La commune de Saint-Didier-en-Velay se trouve dans le département de la Haute-Loire, en région Auvergne-Rhône-Alpes.
Elle se situe à 57 km par la route du Puy-en-Velay, préfecture du département, à 33 km d'Yssingeaux, sous-préfecture, et à 11 km de Sainte-Sigolène, bureau centralisateur du canton des Deux Rivières et Vallées dont dépend la commune depuis 2015 pour les élections départementales.
Les communes les plus proches sont : La Séauve-sur-Semène (2,1 km), Saint-Victor-Malescours (3,1 km), Pont-Salomon (4,4 km), Saint-Just-Malmont (5,0 km), Saint-Ferréol-d'Auroure (6,0 km), Saint-Romain-Lachalm (6,2 km), Saint-Pal-de-Mons (6,3 km), La Chapelle-d'Aurec (6,5 km).
| Pont-Salomon         | Saint-Ferréol-d'Auroure | Saint-Just-Malmont      |
| La Séauve-sur-Semène | Saint-Dider-en-Velay    |                         |
| Sainte-Sigolène      | Saint-Pal-de-Mons       | Saint-Victor-Malescours |

### Climat
Pour des articles plus généraux, voir Climat d'Auvergne-Rhône-Alpes et Climat de la Haute-Loire.
En 2010, le climat de la commune est de type climat des marges montargnardes, selon une étude du Centre national de la recherche scientifique s'appuyant sur une série de données couvrant la période 1971-2000. En 2020, Météo-France publie une typologie des climats de la France métropolitaine dans laquelle la commune est exposée à un climat de montagne ou de marges de montagne et est dans une zone de transition entre les régions climatiques « Nord-est du Massif Central » et « Sud-est du Massif Central ».
Pour la période 1971-2000, la température annuelle moyenne est de 9,1 °C, avec une amplitude thermique annuelle de 16,3 °C. Le cumul annuel moyen de précipitations est de 907 mm, avec 9,1 jours de précipitations en janvier et 7,1 jours en juillet. Pour la période 1991-2020, la température moyenne annuelle observée sur la station météorologique de Météo-France la plus proche, « Saint-Romain-Lachalm », sur la commune de Saint-Romain-Lachalm à 6 km à vol d'oiseau, est de 9,2 °C et le cumul annuel moyen de précipitations est de 923,5 mm,. Pour l'avenir, les paramètres climatiques de la commune estimés pour 2050 selon différents scénarios d'émission de gaz à effet de serre sont consultables sur un site dédié publié par Météo-France en novembre 2022.

## Urbanisme

### Typologie
Au 1er janvier 2024, Saint-Didier-en-Velay est catégorisée bourg rural, selon la nouvelle grille communale de densité à sept niveaux définie par l'Insee en 2022.
Elle appartient à l'unité urbaine de Saint-Didier-en-Velay, une agglomération intra-départementale regroupant deux  communes, dont elle est ville-centre,,. Par ailleurs la commune fait partie de l'aire d'attraction de Saint-Étienne, dont elle est une commune de la couronne,. Cette aire, qui regroupe 105 communes, est catégorisée dans les aires de 200 000 à moins de 700 000 habitants,.

### Occupation des sols
L'occupation des sols de la commune, telle qu'elle ressort de la base de données européenne d’occupation biophysique des sols Corine Land Cover (CLC), est marquée par l'importance des territoires agricoles (62,9 % en 2018), en diminution par rapport à 1990 (64,6 %). La répartition détaillée en 2018 est la suivante : prairies (53,1 %), forêts (31,3 %), zones agricoles hétérogènes (9,9 %), zones urbanisées (5,8 %). L'évolution de l’occupation des sols de la commune et de ses infrastructures peut être observée sur les différentes représentations cartographiques du territoire : la carte de Cassini (XVIIIe siècle), la carte d'état-major (1820-1866) et les cartes ou photos aériennes de l'IGN pour la période actuelle (1950 à aujourd'hui).

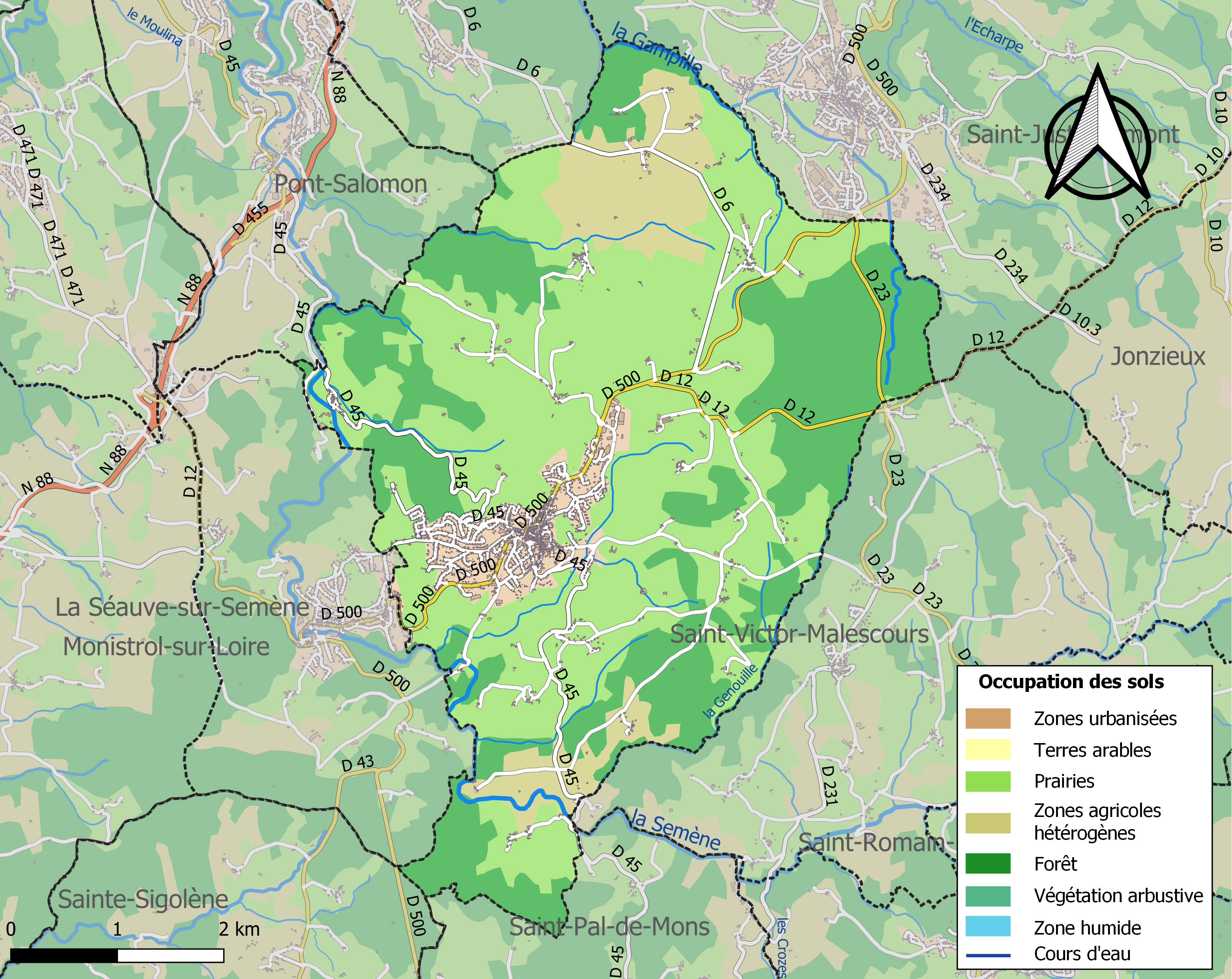
Carte des infrastructures et de l'occupation des sols de la commune en 2018 (CLC).

### Habitat et logement
En 2018, le nombre total de logements dans la commune était de 1 762, alors qu'il était de 1 709 en 2013 et de 1 597 en 2008.
Parmi ces logements, 80,2 % étaient des résidences principales, 6,3 % des résidences secondaires et 13,5 % des logements vacants. Ces logements étaient pour 70,3 % d'entre eux des maisons individuelles et pour 29,7 % des appartements.
Le tableau ci-dessous présente la typologie des logements à Saint-Didier-en-Velay en 2018 en comparaison avec celle de la Haute-Loire et de la France entière. Une caractéristique marquante du parc de logements est ainsi une proportion de résidences secondaires et logements occasionnels (6,3 %) inférieure à celle du département (16,1 %) mais supérieure à celle de la France entière (9,7 %). Concernant le statut d'occupation de ces logements, 71,1 % des habitants de la commune sont propriétaires de leur logement (68,6 % en 2013), contre 70 % pour la Haute-Loire et 57,5 pour la France entière.
| Typologie                                               | Saint-Didier-en-Velay | Haute-Loire | France entière |
| ------------------------------------------------------- | --------------------- | ----------- | -------------- |
| Résidences principales (en %)                           | 80,2                  | 71,5        | 82,1           |
| Résidences secondaires et logements occasionnels (en %) | 6,3                   | 16,1        | 9,7            |
| Logements vacants (en %)                                | 13,5                  | 12,4        | 8,2            |

## Toponymie
Le nom de Saint-Didier-en-Velay conserve la trace de plusieurs éléments toponymiques. Le premier est l'importance de l'église locale dont le saint patron donne la première partie du nom: saint Didier (un débat existe afin de savoir s'il s'agit à l'origine de saint Didier l'évêque de Cahors ou de saint Didier, l'évêque de Vienne). Le second concerne l'installation en Velay de cette terre. Le terroir de Saint-Didier ne figure pas dans la liste des églises du Velay réalisée au XIIe siècle par l'hostier du Monastier Saint-Chaffre.

## Histoire
La commune de Saint-Didier est mentionnée pour la première fois au XIe siècle dans le cartulaire de Chamalières-sur-Loire, sous l'appellation : « Parochia castri de S. Desiderio ». Cette appellation souligne le lien important qui existe dès l'origine entre l'église et le château local.
Quelques découvertes fortuites plaident en faveur d'une présence ponctuelle de personnes dans ce secteur dès l'époque préhistorique, sans qu'aucun élément structuré n'atteste d'une réelle occupation des lieux à cette époque.
Les recherches archéologiques réalisées sur la commune démontrent que l'espace connaît une certaine occupation antique. Il existe plusieurs petites exploitations rurales sur le territoire de cette commune à l'époque gallo-romaine, certaines étant spécialisées dans la production de péjat (goudron de bois) utilisé alors notamment pour enduire les amphores. À partir des premiers temps médiévaux ce secteur connaît un développement significatif. À la fin du XIIe siècle, la paroisse de Saint-Didier ne semble pas rattachée, d'un point spirituel au moins, aux terres vellaves.
Tel n'est plus cas au XIIIe siècle. Saint-Didier devient alors le centre d'une des principales baronnies du Velay (ayant droit d'entrée aux États), et même la plus importante dans la partie orientale de ce territoire. En 1600, le duc de Montpensier la vend à Philibert de Nérestang, qui la fait ériger, avec Aurec (sa résidence) et autres terres, en marquisat de Nérestang (1619). À la mort du dernier marquis (1733), elle est vendue aux Genestet, qui en reprennent le titre.
Au XVIe siècle, Saint-Didier est la deuxième ville du Velay au coude à coude avec celle voisine de Monistrol et bien avant la cité d'Yssingeaux. Elle dispose dans la seconde moitié du XVIe siècle d'un jeu de paume, signe de l'importance de la ville. À partir de cette période et jusqu'à la fin du XVIIIe siècle, la cité de Saint-Didier est réputée pour ses fromages vendus sur un marché spécifique une fois par semaine. Elle est aussi connue pour son carnaval.
Le tissage de la soie prend peu à peu le relais de l'activité de travail du cuir. Les tanneries de la Pêchoire installées au Moyen Âge fonctionnent jusqu'au XIXe siècle.
Au cours de la Convention nationale (1792-1795), la commune, alors appelée Saint-Didier-la-Séauve, porte provisoirement le nom de Mont-Franc.
En 1865, une portion du territoire communal a été cédée pour la création de Pont-Salomon, conjointement avec des contributions des communes d'Aurec-sur-Loire et de Saint-Ferréol-d'Auroure. En 1925, une autre partie du territoire communal a servi à la création de la commune de La Séauve-sur-Semène.

## Politique et administration

### Découpage territorial
La commune de Saint-Didier-en-Velay est membre de la communauté de communes Loire et Semène, un établissement public de coopération intercommunale (EPCI) à fiscalité propre créé le 28 décembre 2000 dont le siège est à La Séauve-sur-Semène. Ce dernier est par ailleurs membre d'autres groupements intercommunaux.
Sur le plan administratif, elle est rattachée à l'arrondissement d'Yssingeaux, au département de la Haute-Loire, en tant que circonscription administrative de l'État, et à la région Auvergne-Rhône-Alpes.
Sur le plan électoral, elle dépend du canton des Deux Rivières et Vallées pour l'élection des conseillers départementaux, depuis le redécoupage cantonal de 2014 entré en vigueur en 2015, et de la première circonscription de la Haute-Loire pour les élections législatives, depuis le redécoupage électoral de 1986.

### Liste des maires
| Période                                  | Période    | Identité             | Étiquette | Qualité                                                          |
| ---------------------------------------- | ---------- | -------------------- | --------- | ---------------------------------------------------------------- |
| 1945                                     | 1947       | Joseph Collard       |           |                                                                  |
| 1947                                     | 1959       | Gabriel Bergeron     |           |                                                                  |
| 1959                                     | 1977       | Régis Vidal          |           |                                                                  |
| 1977                                     | mars 1989  | Régis Ploton         | UDF-CDS   | Sénateur (1996-1998)                                             |
| mars 1989                                | 2002       | Michel Driot         | DVD       | Conseiller général (1998-2015) Vice-président du conseil général |
| 2002                                     | mars 2014  | Michel Bonnefoy      | DVG       |                                                                  |
| mars 2014                                | avril 2017 | Christian Blanchard  | DVD       |                                                                  |
| avril 2017                               | mai 2020   | Madeleine Chabanolle | DVG       |                                                                  |
| mai 2020                                 | En cours   | Emmanuel Salgado,    | LR        |                                                                  |
| Les données manquantes sont à compléter. |            |                      |           |                                                                  |

## Population et société

### Démographie

#### Évolution démographique
L'évolution du nombre d'habitants est connue à travers les recensements de la population effectués dans la commune depuis 1793. Pour les communes de moins de 10 000 habitants, une enquête de recensement portant sur toute la population est réalisée tous les cinq ans, les populations de référence des années intermédiaires étant quant à elles estimées par interpolation ou extrapolation. Pour la commune, le premier recensement exhaustif entrant dans le cadre du nouveau dispositif a été réalisé en 2007.

En 2022, la commune comptait 3 502 habitants, en évolution de +2,28 % par rapport à 2016 (Haute-Loire : +0,36 %, France hors Mayotte : +2,11 %).
| 1793  | 1800  | 1806  | 1821  | 1831  | 1836  | 1841  | 1846  | 1851  |
| ----- | ----- | ----- | ----- | ----- | ----- | ----- | ----- | ----- |
| 3 203 | 3 175 | 4 153 | 3 540 | 3 795 | 3 866 | 3 972 | 4 045 | 4 555 |

| 1856  | 1861  | 1866  | 1872  | 1876  | 1881  | 1886  | 1891  | 1896  |
| ----- | ----- | ----- | ----- | ----- | ----- | ----- | ----- | ----- |
| 5 116 | 5 220 | 4 941 | 4 743 | 4 906 | 4 963 | 4 929 | 5 346 | 5 105 |

| 1901  | 1906  | 1911  | 1921  | 1926  | 1931  | 1936  | 1946  | 1954  |
| ----- | ----- | ----- | ----- | ----- | ----- | ----- | ----- | ----- |
| 5 891 | 6 179 | 5 857 | 5 126 | 3 087 | 3 034 | 2 810 | 2 586 | 2 586 |

| 1962  | 1968  | 1975  | 1982  | 1990  | 1999  | 2006  | 2007  | 2012  |
| ----- | ----- | ----- | ----- | ----- | ----- | ----- | ----- | ----- |
| 2 603 | 2 555 | 2 422 | 2 580 | 2 723 | 2 891 | 3 254 | 3 302 | 3 476 |

| 2017  | 2022  | - | - | - | - | - | - | - |
| ----- | ----- | - | - | - | - | - | - | - |
| 3 403 | 3 502 | - | - | - | - | - | - | - |

#### Pyramide des âges
La population de la commune est relativement jeune.
En 2018, le taux de personnes d'un âge inférieur à 30 ans s'élève à 34 %, soit au-dessus de la moyenne départementale (31 %). À l'inverse, le taux de personnes d'âge supérieur à 60 ans est de 26,5 % la même année, alors qu'il est de 31,1 % au niveau départemental.
En 2018, la commune comptait 1 698 hommes pour 1 745 femmes, soit un taux de 50,68 % de femmes, légèrement inférieur au taux départemental (50,87 %).
Les pyramides des âges de la commune et du département s'établissent comme suit.
| Hommes | Classe d’âge | Femmes |
| ------ | ------------ | ------ |
| 1,0    | 90 ou +      | 2,8    |
| 7,0    | 75-89 ans    | 9,9    |
| 15,9   | 60-74 ans    | 16,3   |
| 20,8   | 45-59 ans    | 20,3   |
| 18,9   | 30-44 ans    | 19,0   |
| 15,3   | 15-29 ans    | 13,0   |
| 21,2   | 0-14 ans     | 18,7   |

| Hommes | Classe d’âge | Femmes |
| ------ | ------------ | ------ |
| 0,9    | 90 ou +      | 2,5    |
| 8,4    | 75-89 ans    | 11,7   |
| 20,4   | 60-74 ans    | 20,5   |
| 21,3   | 45-59 ans    | 20,3   |
| 16,8   | 30-44 ans    | 16,3   |
| 15,2   | 15-29 ans    | 13,2   |
| 17     | 0-14 ans     | 15,6   |

### Sports et loisirs
Aujourd'hui, la ville de Saint-Didier-en-Velay a des équipes sportives dans diverses disciplines.

#### Football
- Le club de l'AS Saint-Didier Saint-Just-Malmont (ASSDJ) qui évolue au premier niveau régional de la ligue Auvergne/Rhône-Alpes (R3) depuis quelques années. Son équipe 2 évolue en District 3. En 2020, l'ASSDJ crée une section jeunes.
- En 2022 est créé un second club : le FC Saint-Didier, qui ne comprend actuellement que des équipes jeunes.

#### Basketball
Depuis 2009, les clubs de basket de Saint Didier en Velay et de La Séauve Sur Semène ne forment plus qu’un seul et unique club : le BCDS (Basket Club Désidérien Séauvois). 

## Économie

### Revenus
En 2018, la commune compte 1 438 ménages fiscaux, regroupant 3 441 personnes. La médiane du revenu disponible par unité de consommation est de 21 860 € (20 800 € dans le département). 48 % des ménages fiscaux sont imposés (42,8 % dans le département).

### Emploi
| Division       | 2008  | 2013  | 2018  |
| -------------- | ----- | ----- | ----- |
| Commune        | 5,2 % | 6,4 % | 5,5 % |
| Département    | 6,3 % | 7,7 % | 7,7 % |
| France entière | 8,3 % | 10 %  | 10 %  |

En 2018, la population âgée de 15 à 64 ans s'élève à 2 052 personnes, parmi lesquelles on compte 77,6 % d'actifs (72,1 % ayant un emploi et 5,5 % de chômeurs) et 22,4 % d'inactifs,. Depuis 2008, le taux de chômage communal (au sens du recensement) des 15-64 ans est inférieur à celui de la France et du département.
La commune fait partie de la couronne de l'aire d'attraction de Saint-Étienne, du fait qu'au moins 15 % des actifs travaillent dans le pôle,. Elle compte 1 022 emplois en 2018, contre 1 068 en 2013 et 1 130 en 2008. Le nombre d'actifs ayant un emploi résidant dans la commune est de 1 487, soit un indicateur de concentration d'emploi de 68,8 % et un taux d'activité parmi les 15 ans ou plus de 58,1 %.
Sur ces 1 487 actifs de 15 ans ou plus ayant un emploi, 417 travaillent dans la commune, soit 28 % des habitants. Pour se rendre au travail, 87,3 % des habitants utilisent un véhicule personnel ou de fonction à quatre roues, 0,8 % les transports en commun, 7,3 % s'y rendent en deux-roues, à vélo ou à pied et 4,5 % n'ont pas besoin de transport (travail au domicile).

## Culture locale et patrimoine

### Musées
- Musée d'Arts et de traditions populaires

### Lieux et monuments[43]

#### Église Saint-Didier
L'église Saint-Didier, inscrite au titre des monuments historiques par arrêté du 15 juin 1954, a été bâtie dans le courant du Xe siècle comme l'attestent les résultats des recherches archéologiques menées sur place. La première mention de l'édifice date du début du XIe siècle. L'édifice actuel n'est cependant pas antérieur au XIIe siècle<. Il comprend des parties de diverses périodes avec des agrandissements et des restaurations nombreuses. La nef date pour sa partie romane du XIIe siècle (notamment les chapiteaux historiés). La partie gothique date globalement du XIV. Une reprise de la voûte de l'ancien chœur a été réalisée au XVIe siècle, comme l'atteste la présence de quatre blasons sculptés de dames de la famille de La Fressange. Le clocher est une tour carrée surmontée d’une flèche du XIXe siècle.

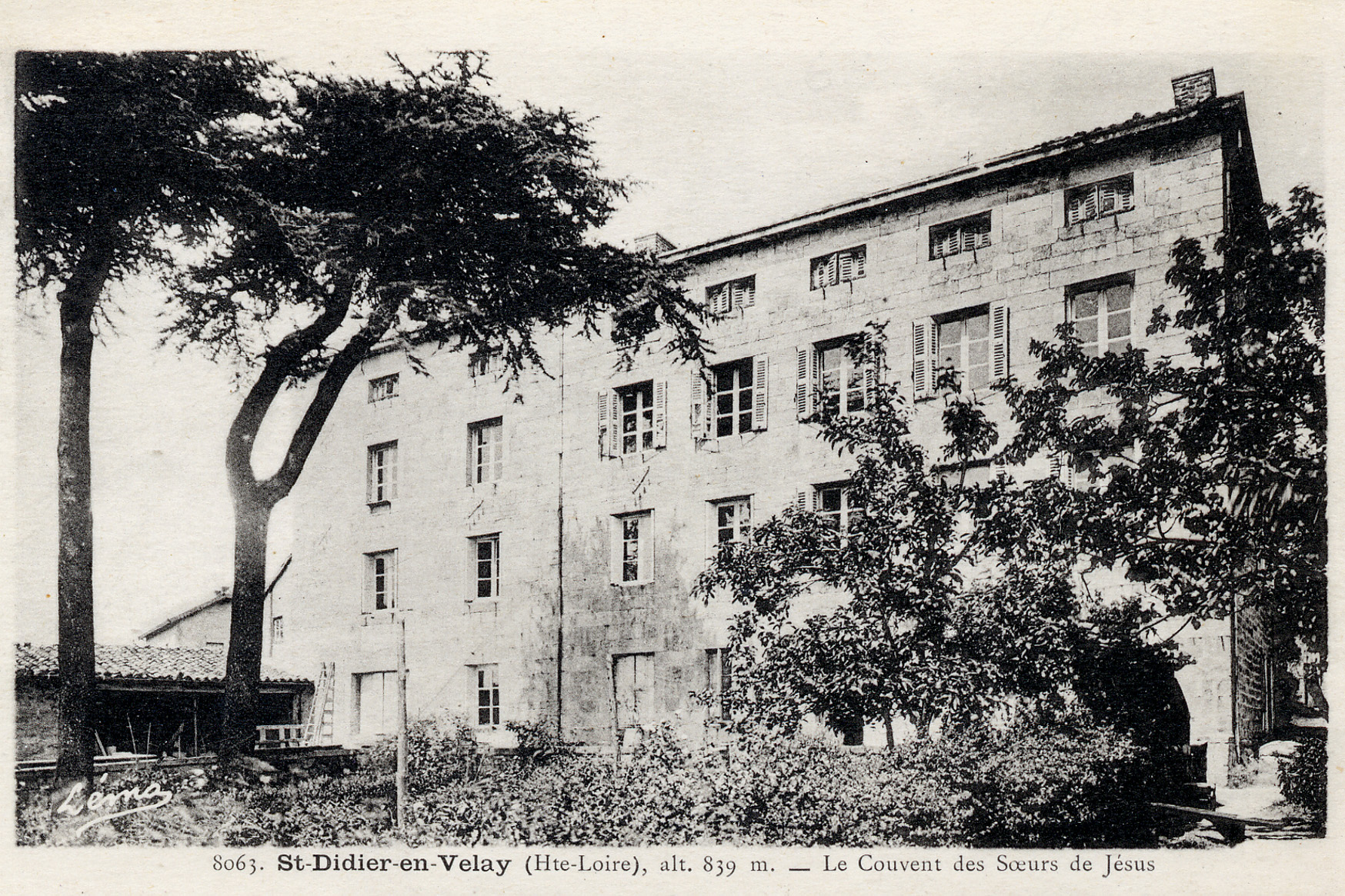
L'ancien couvent des Sœurs de Jésus

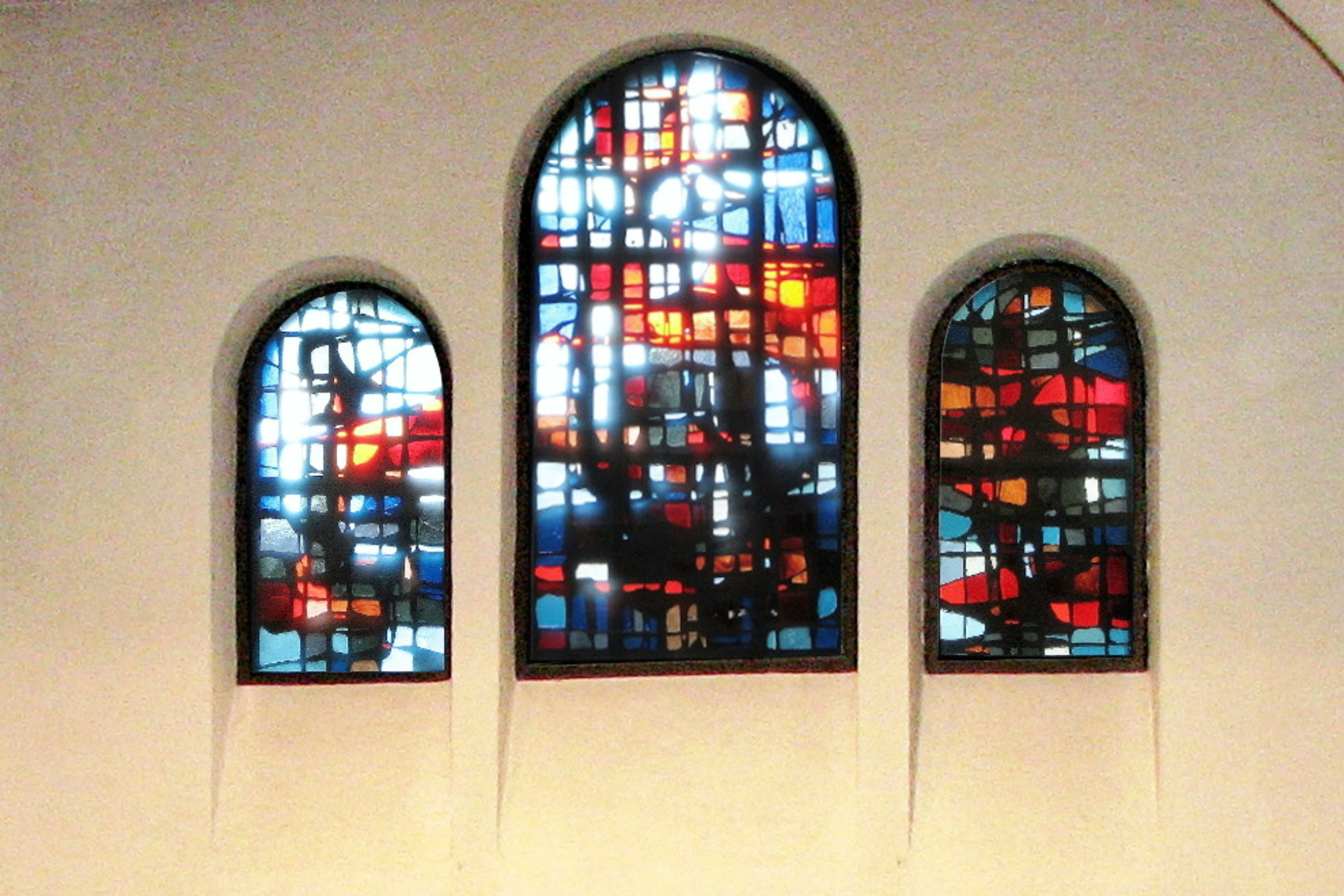
Les vitraux de la Chapelle Claire-Joie ont été réalisés par le maître verrier Louis-René Petit en 1964.

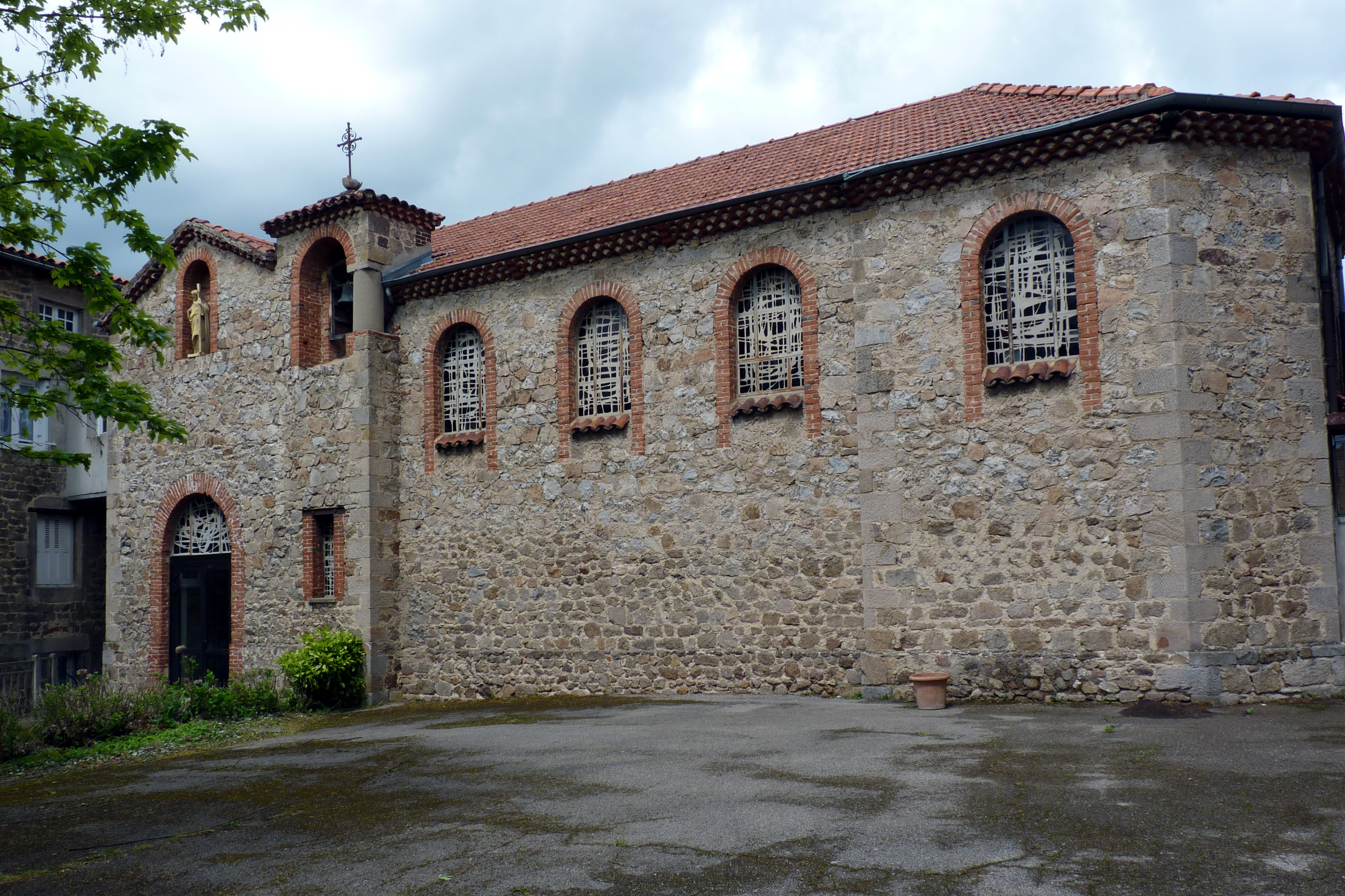
Les mêmes vitraux vu de l'extérieur

Le centre du bourg de Saint-Didier-en-Velay est composé de rues pavées et de bâtiments anciens aux façades en pierres apparentes : la maison Guilhomon (XVIe siècle), la maison Pradel (vestiges XVIe siècle), la maison La Fayette, la maison Montmorency, l'hôtel particulier de la Fressange et les Halles.

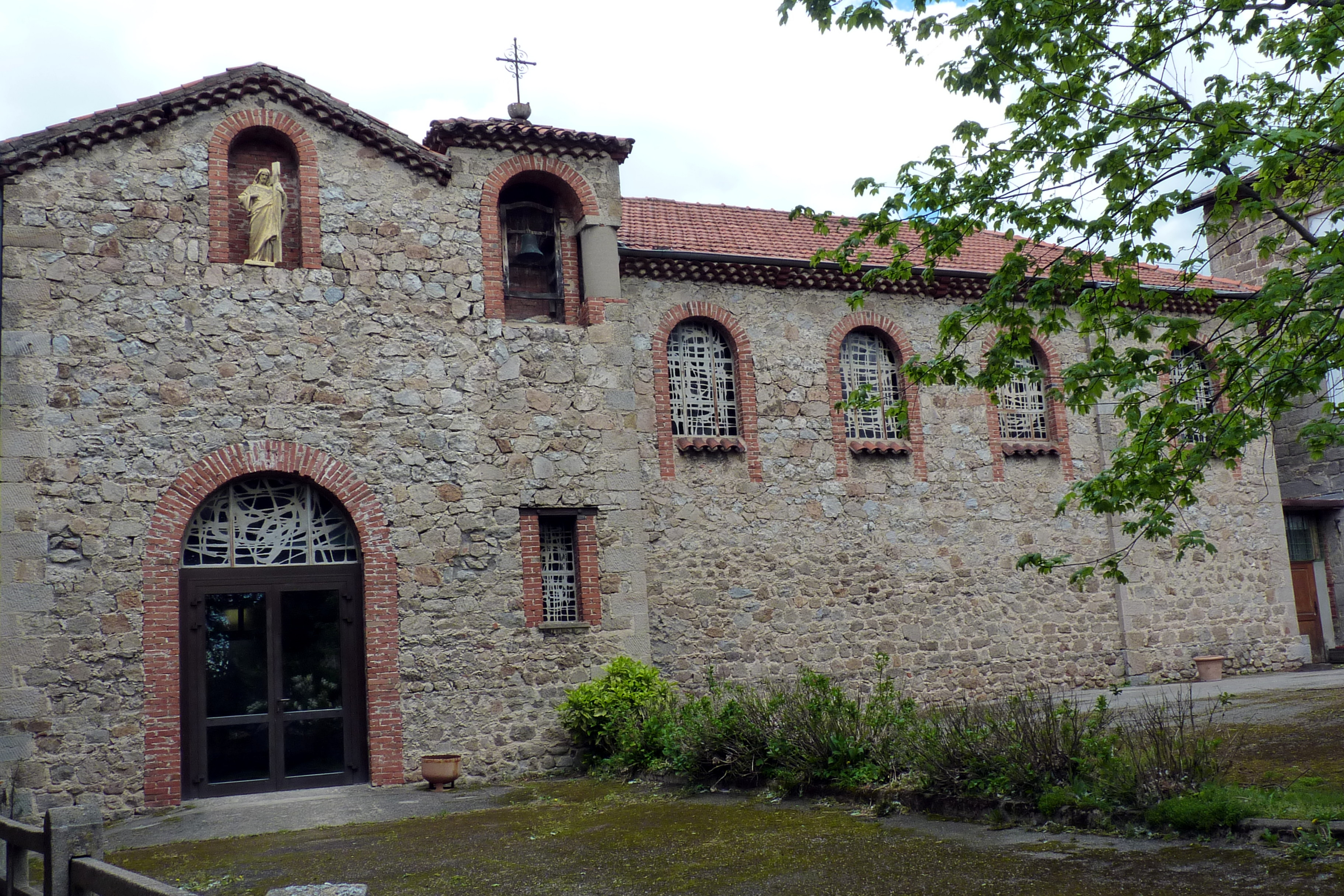
La chapelle Claire-Joie a vu le jour en 1931 grâce à une souscription organisée par les Sœurs de Jésus.

#### La Halle aux grains
Une halle aux grains existe à Saint-Didier au moins depuis le XVe siècle, elle est qualifiée de marché aux grains au XVIe siècle. C'est au milieu du XIXème qu'un nouveau marché couvert vient remplacer et agrandir l'espace jadis occupé par l'ancienne halle médiévale. Les marchés très fréquentés se tenaient sur les places et dans les rues sans abri en cas d'intempéries. Le premier emplacement choisi est le Pré de la Foire (l'actuelle place Foch). Le projet d'une halle en fer n'a jamais été réalisé. Après les élections municipales de 1878, la nouvelle équipe plus républicaine que la précédente s'engage dans des travaux importants. Elle construit une école qui hébergera plus tard la Mairie puis la Médiathèque. Le projet de la halle d'un étage est décidé, en centre-ville, plusieurs maisons sont achetées pour être démolies. Il devait s'agir d'une halle aux grains, mais celle-ci n'a jamais été réalisée en raison de l'arrivée du train en gare de Saint-Didier-la-Séauve. Cette nouvelle configuration va nuire à l'attractivité de la ville et de ses marchés, au profit de Firminy. L'étage est aménagé pour l'école de garçons et une école d'industrie. Une salle est dédiée à la fanfare des enfants de Saint Didier, une autre aux sapeurs-pompiers dont les garages se trouvent au rez-de chaussée, à l'emplacement de la Place des Droits de l'Homme, la salle du fond qui sert pour les réunions, a également été utilisée comme cinéma. En 1970, La Maison des Jeunes est créée. En 1975, le maire crée le Musée des Arts et Traditions Populaires qui ferme en 2010 avec la vente de la collection privée.
Des travaux de rénovations de ce bâtiment sont en cours. La nouvelle Halle sera terminée avant l'été 2021 (actualisation nécessaire ?).

#### Les Sœurs de Jésus et la Chapelle Claire Joie
Les Sœurs de Jésus ont longtemps animé la vie sociale de la commune. Ce sont elles qui ont fait construire la chapelle Claire-Joie. L’histoire de la résidence Claire Joie est liée à celle des sœurs de Jésus, une congrégation qui s'occupait des plus pauvres. Elles héritent de l’actuelle propriété Claire-Joie en 1858, lorsque, sur son lit de mort, l’ancien maire, Amable Sovignet, leur cède son château et une usine de rubans, la Grand’Maison, sur le pré de la Foire (aujourd’hui la place Foch). Le château devient tour à tour école, patronage pour jeunes filles, lazaret et maison de retraite pour les sœurs ursulines. Pendant plusieurs siècles, les religieuses avaient occupé une maison dans le faubourg de Lyon , et qui a brûlé en 1934. Elles s’occupaient des malades, des orphelins et de l’enseignement des pauvres, non seulement dans leur fief mais aussi à l’ancien hôtel-dieu et à la Charité, situés faubourg de la Pêchoire, jusqu’à la création, au milieu du XVIIIe siècle, du futur Ehpad, l’hôpital général, au faubourg de La Séauve. Quatre classes d'école seront construites dans leur nouvelle demeure, le long du Charreyron et, en 1894, une cinquième classe voit le jour. L’école fermera ses portes en 1905 à cause de la loi de séparation de l'Église et de l'État. En 1911, elles cèdent la Grand’Maison à Pierre Goyet. En 1929, Marie Thérèse Marze fonde à Saint-Didier-en-Velay les sœurs de Jésus Rédempteur et de Marie-Médiatrice, communauté reconnue de droit diocésain par Norbert Rousseau, évêque du Puy. Elles fusionnent en 2013 avec les sœurs de Notre Dame de La Salette. L’ancienne chapelle étant devenue trop petite, il fallait construire un nouveau sanctuaire. Grâce à des dons et des billets de souscription, l’actuelle chapelle voit le jour en 1931. Parallèlement, le couvent devient une maison à caractère sanitaire. En 1933, les sœurs acquièrent, lors d’une vente aux enchères, l’ancienne usine de rubans Sangoy, construite dix ans plus tôt. Rebaptisée « clôs Sainte-Marie », l'usine y accueille dès 1935 des colonies de vacances. Leurs activités s’insèrent dans la pastorale paroissiale : catéchisme, visites et soins aux malades, participation à la vie liturgique. Elles créent le patronage qui accueille les enfants de la commune : les garçons au clos Sainte-Marie, les filles au couvent, puis à la maison commune, faubourg de Montfaucon. Mais les colonies et le patronage sont délaissés et à partir de 1960, les sœurs ne s’occupent plus que de soins infirmiers à domicile. En 1964, l’atelier monastique de Saint-Benoît-sur-Loire réalise des vitraux spécialement conçus par Louis-René Petit, maître verrier reconnu, qui ont été authentifiés par les services du ministère de la Culture. En 1970, les bâtiments sont cédés à la congrégation des Ursulines pour une maison de retraite des religieuses âgées. C’est là où apparaît le nom "Claire-Joie". Le 18 septembre 2003, Claire-Joie ferme ses portes et deux ans plus tard les Ursulines quittent le village.

#### Galerie

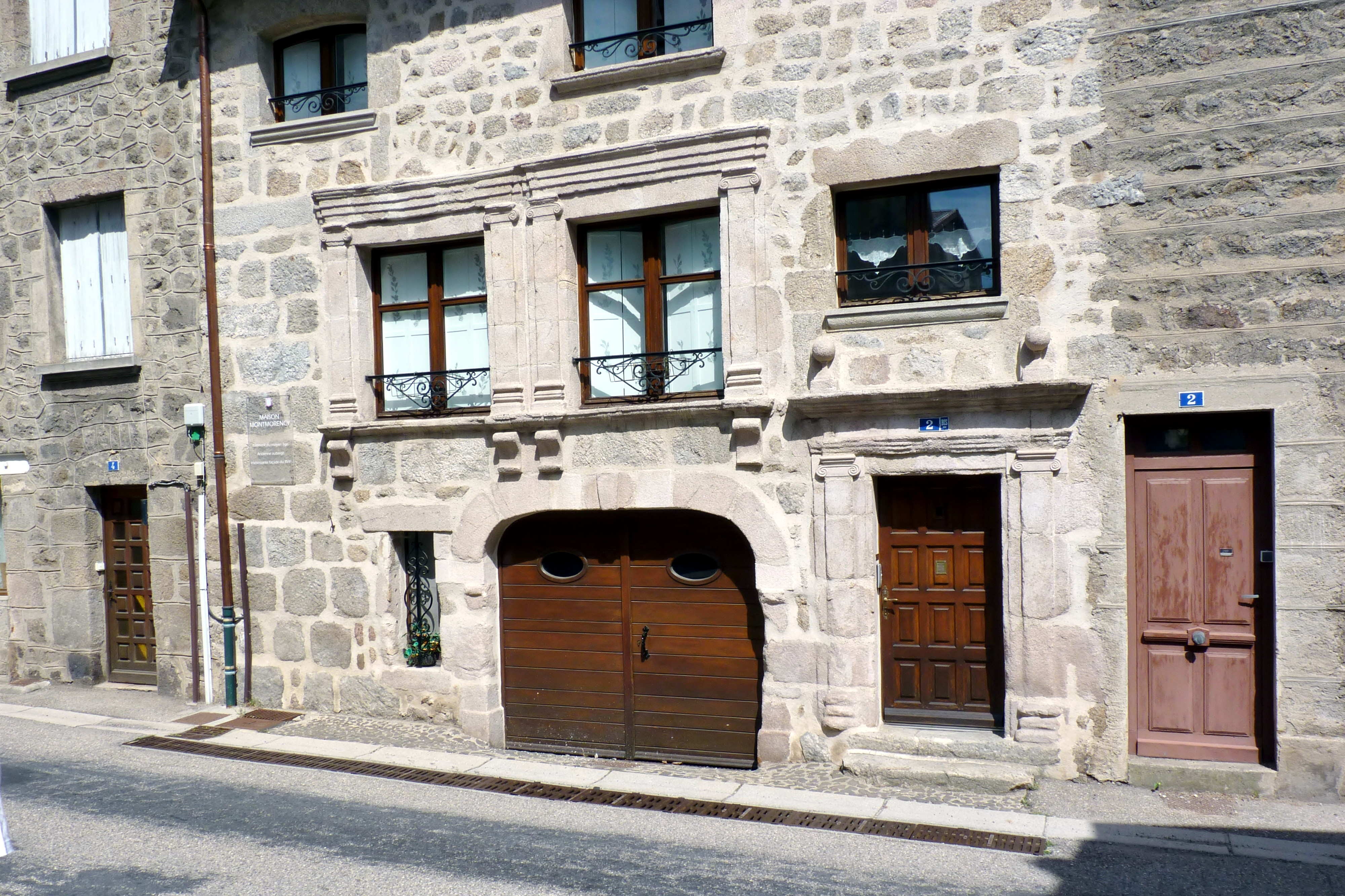
La Maison Montmorency date du Moyen Âge. Auberge au XVIIe siècle, elle aurait hébergé Henri II de Montmorency.
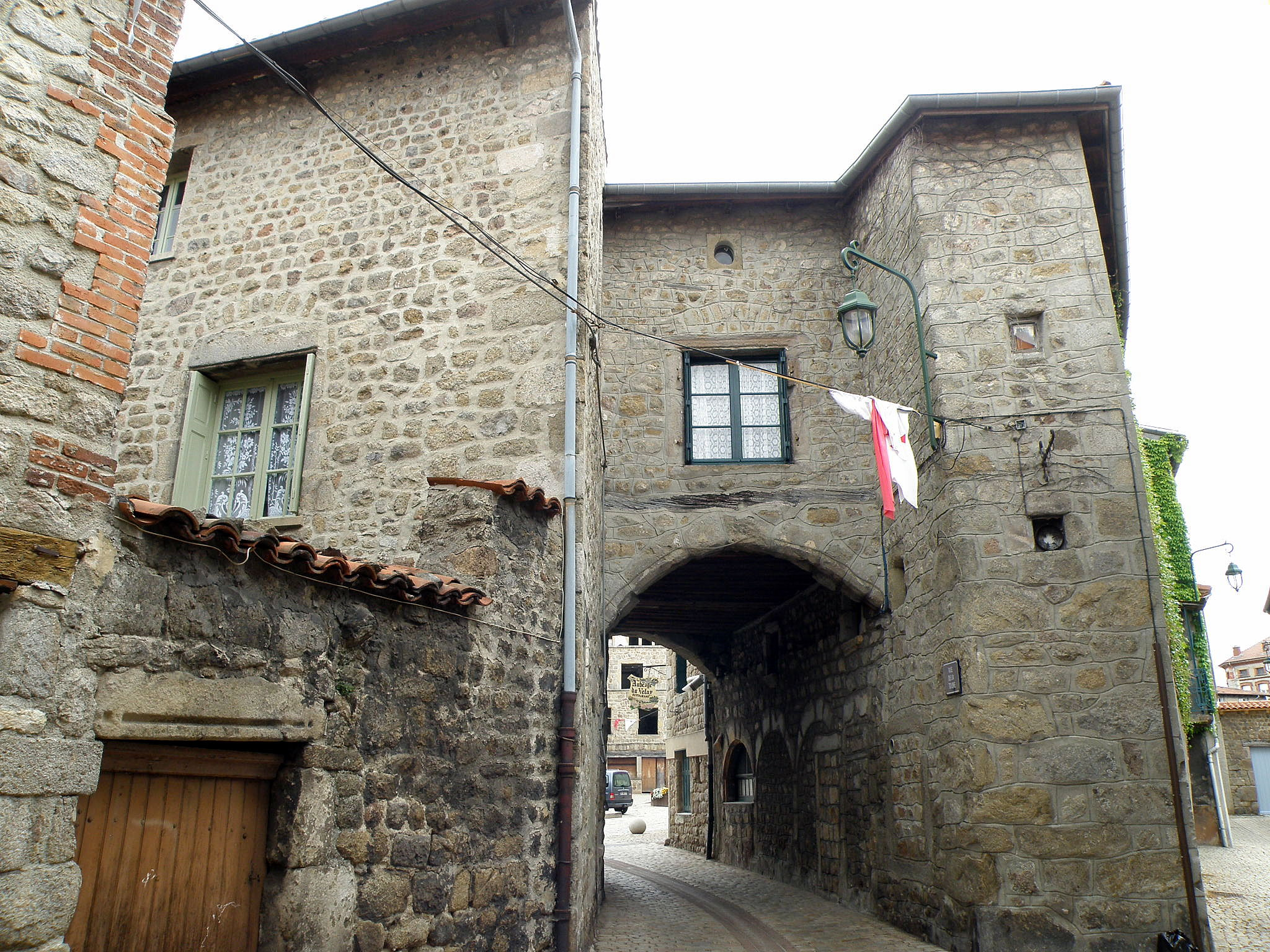
L'une des deux tounes (passages) dans le centre de Saint-Didier-en-Velay.
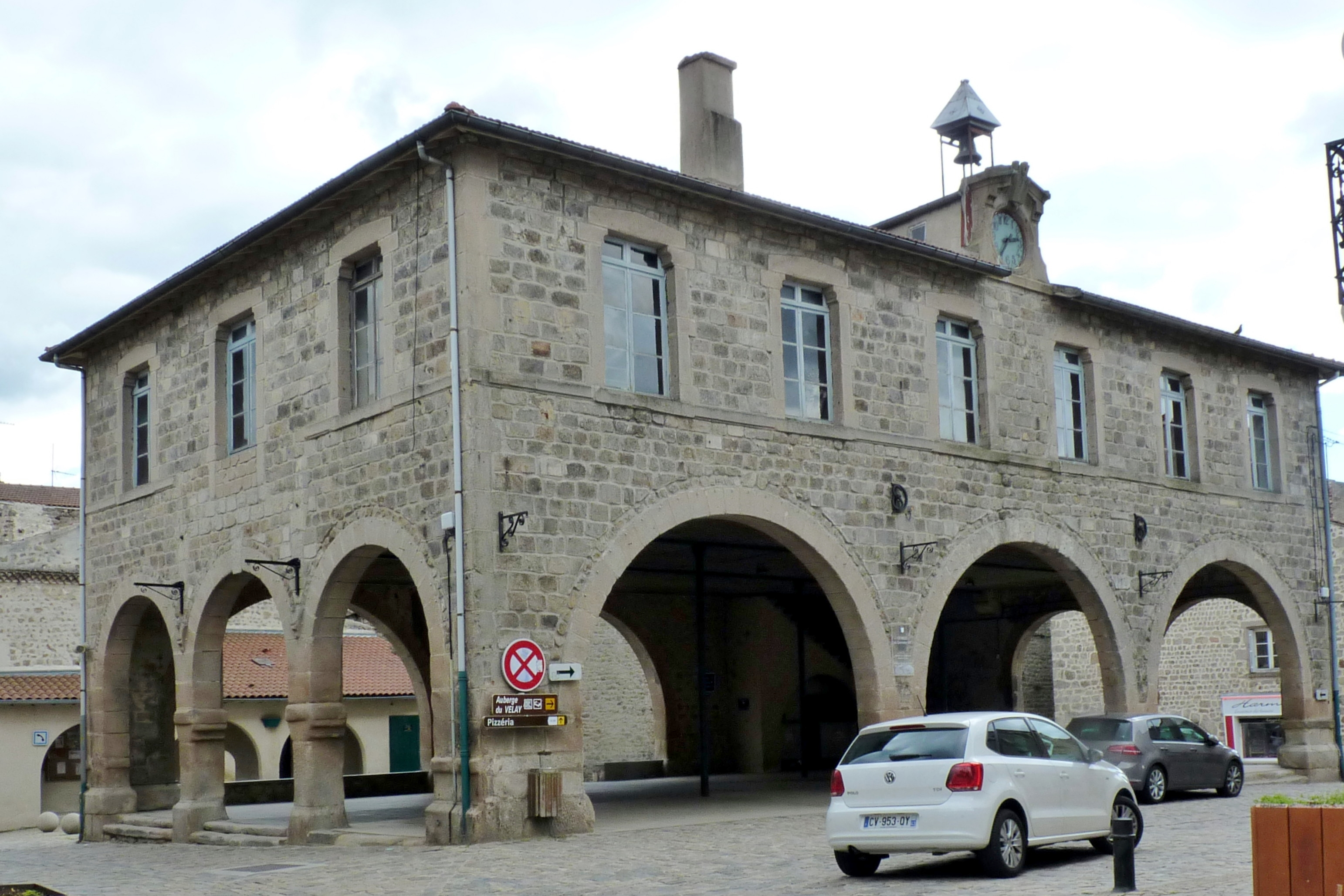
La halle de Saint Didier.
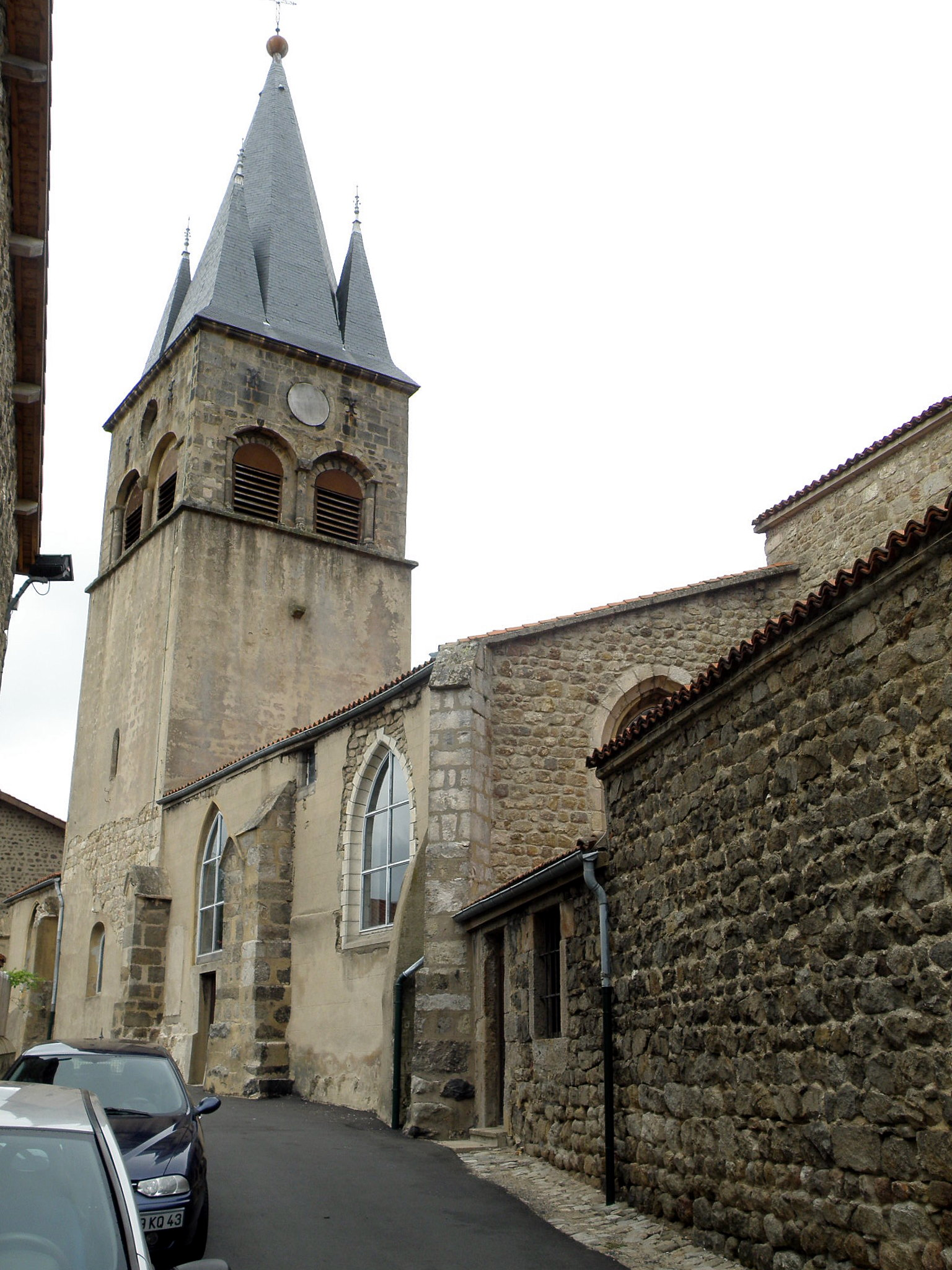
Église Saint-Didier : flanc méridional et clocher.
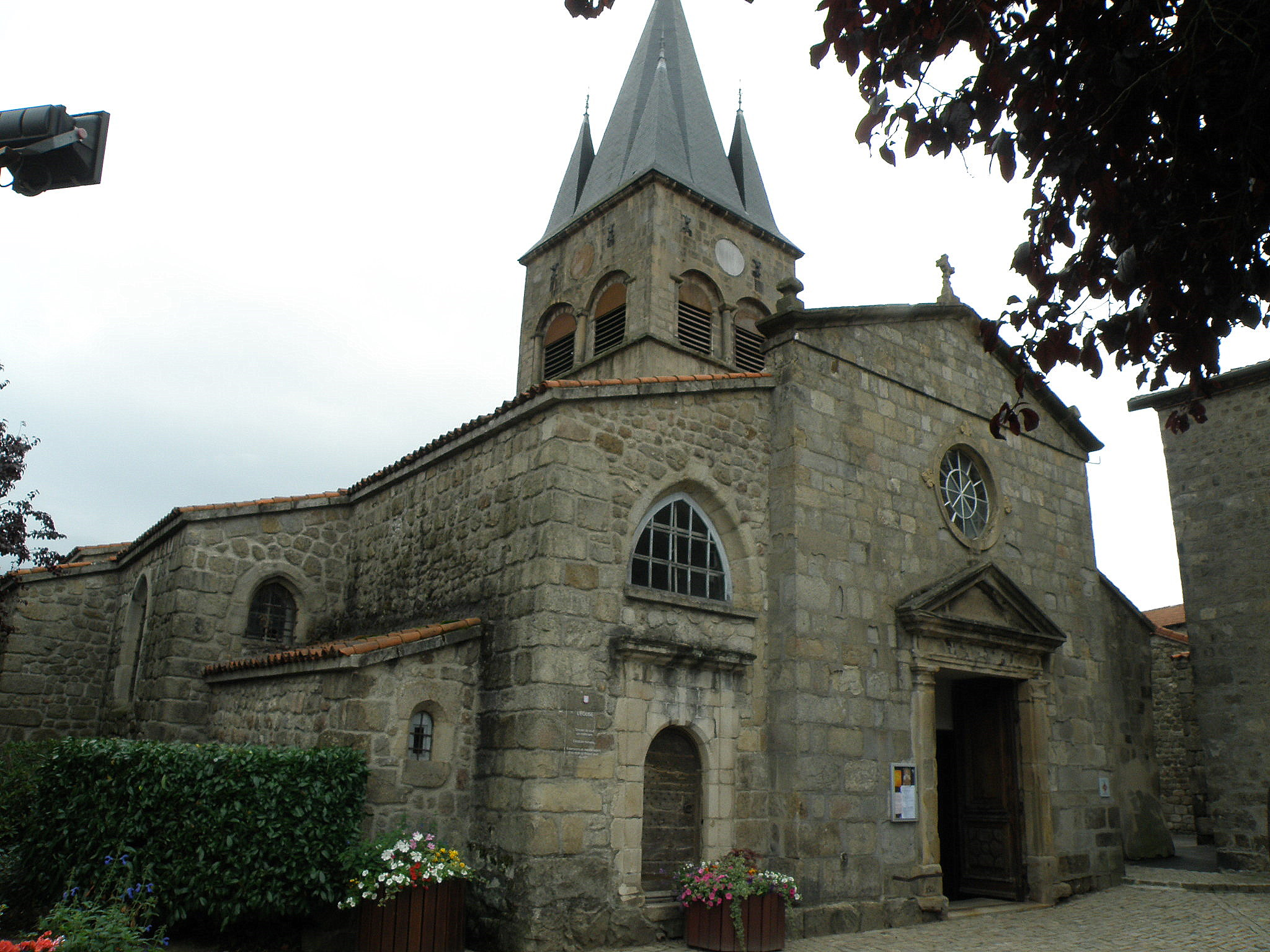
Église Saint-Didier : façade occidentale sur la place du Senis.
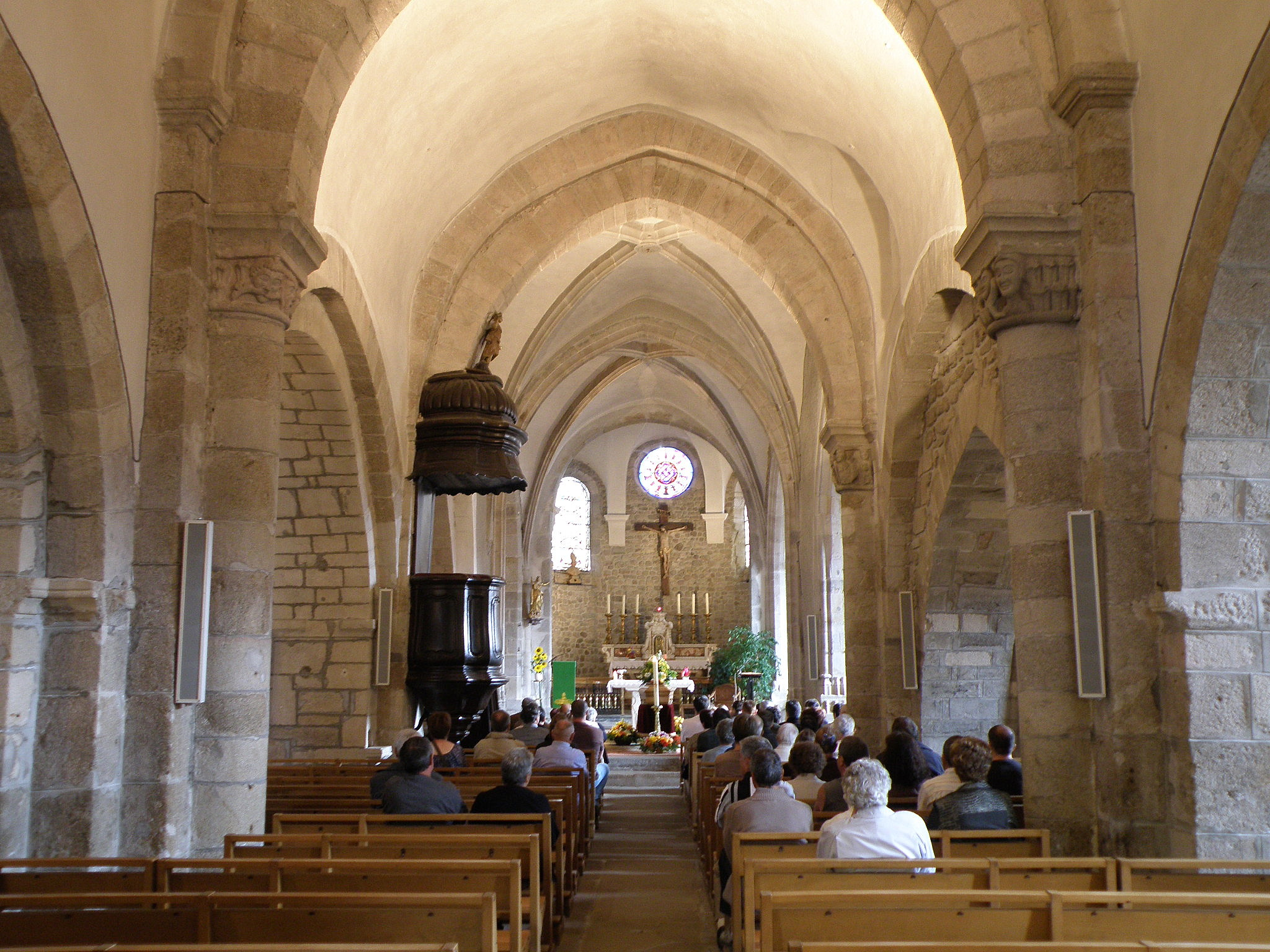
La nef, avec chapiteaux historiés datant de l'époque romane.

### Personnalités liées à la commune
- Maison de Nerestang, barons de Saint-Didier.
- Jean-Baptiste Bouchardon (1667-1742), né à Saint-Didier, architecte et sculpteur.
- Jean-Baptiste Sonyer Dulac (1728-1792), né à Saint-Didier, jurisconsulte et érudit[58]. Son frère Pierre-Raphaël fut maire de la commune.
- Joseph-Marcelin Rullière, né à Saint-Didier en 1787, général sous Napoléon. Il reste sa maison natale sur la place qui porte son nom.
- Henri de Saignard de La Fressange, né en 1791 à Saint-Didier-en-Velay, officier de la garde royale sous la Restauration, conseiller général et député de la Haute-Loire de 1837 à 1848[59].
- Claude Jean Allouez est né le 6 juin 1622 à Saint-Didier-en-Velay. Missionnaire jésuite d'origine française ayant exercé la majeure partie de sa vie comme missionnaire en Nouvelle-France (Canada et Nord USA). Il meurt en 1689 et il est enterré à Nile, Michigan, USA. Un village porte son nom aux États-Unis.
- Louis Cussinel, né en 1814 à Saint-Didier-en-Velay, maitre chapelier franc-maçon et cousin du maire stéphanois Benoit Charvet. Il est cabetiste (communisme chrétien) et fut déporté en Algérie pour avoir dirigé les socialistes de Saint-Didier et la propagande contre le coup d'état de Napoléon III en 1851[60].
- Jean Mauras (1894-1965) : instituteur, militant communiste et syndicaliste, résistant et membre du Comité Départementale de la Libération, candidat communiste au Conseil Général du canton de Saint-Didier-La-Séauve en 1937, 1951 et 1958. Il fut secrétaire de la section communiste de Saint-Didier de 1956 à 1962[61].
- André Garnier (1927-1991) : né à Saint-Didier-en-Velay et scolarisé à l'école catholique du village, employé de banque et économiste. Résistant au sein des FTP à 16 ans face au fascisme, militant socialiste de la JOC puis du PSU et syndicaliste de la CFTC. Il rejoint le comité directeur du PS en 1974, et devient adjoint à la municipalité d'Union de la Gauche de Joseph Sanguedolce à Saint-Etienne en 1977[62].

### Héraldique
| Armes | Les armes de Saint-Didier-en-Velay se blasonnent ainsi : D'or au chef d'azur, à une tour renflée d'argent maçonnée de sable, donjonnée de trois pièces, ouverte et ajourée de gueules, brochant sur deux haches d'armes d'argent, emmanchées de gueules, adossées en chevron renversé, le tout brochant et surmonté d'une couronne murale de trois tours d'argent. |